# NGC 1601
NGC 1601 é uma galáxia lenticular (S0) localizada na direcção da constelação de Eridanus. Possui uma declinação de -05° 03' 35" e uma ascensão recta de 4 horas, 31 minutos e 41,7 segundos.
A galáxia NGC 1601 foi descoberta em 14 de Janeiro de 1849 por William Parsons.